# Колтоновская, Елена Александровна
Елена Александровна Колтоновская (урождённая Сасько) (22 декабря 1870 — декабрь 1952, с. Великие Будки, Сумская область) — русская писательница, журналистка, литературный критик.
В 1896 окончила Высшие женские курсы в Санкт-Петербурге. С 1899 г. публиковала критические и театральные статьи в «Новостях», «Северном Курьере», «Образовании», «Нашей Жизни», «Вестнике и Библиотеке Самообразования» (где поместила ряд литературных портретов женщин-писательниц) и других периодических изданиях.
Состояла в религиозно-философском обществе.

### Семья
Муж — Андрей Павлович Колтоновский (1862 — после 1934), поэт.

## Творчество
Имя Е. Колтановской связано с разработкой теории «неореализма» в России, создателем, разработчиком и неутомимым пропагандистом которого она являлась на протяжении 1907—1917 годов.
Внесла значительный вклад в разработку принципов и отличительных особенностей женского литературного творчества.
В своих критических работах исследовала произведения А. Толстого, Е. Замятина, С. Сергеева-Ценского, В. Вересаева, Ибсена, Брюсова и др.
В советское время работала в Госиздате, читала лекции в ленинградском Доме учёных им. М. Горького, была членом литературной секции Ленинградского союза писателей. Писала литературные воспоминания (не завершены).

### Избранные произведения
- Женщина в драмах Ибсена — (1901, статья)
- Пути и настроения молодой литературы — статья
- Новая Жизнь (1910)
- Брюсов о женщине — (1911, статья)
- Женские силуэты (1912)
- Критические этюды (1912)
- Анна Мар. Женщина на кресте // Речь. (1916)
- Общая характеристика эпохи (от Чехова до революции) (середина 1920-х годов, рукопись)

## Адреса
- 1914—1917 — Петербург / Петроград, Тучкова наб., д. 14, кв. 2[3].